# شهرستان بوکججو
شهرستان بوکججو (به لاتین: Bukjeju County) یک منطقهٔ مسکونی در کره جنوبی بود که در ججودو قرار داشت.